# Nazionale maschile di calcio della Nuova Caledonia
La nazionale di calcio della Nuova Caledonia è la squadra di calcio nazionale della Nuova Caledonia ed è posta sotto l'egida della Fédération Calédonienne de Football.
Nonostante sia affiliata alla FIFA soltanto dal 2004, ha partecipato alla Coppa d'Oceania sin dalla prima edizione. In questo torneo si è classificata terza nel 1973 e nel 1980, mentre nelle edizioni del 2008 e del 2012 ha chiuso al secondo posto.
La posizione più alta nel ranking mondiale FIFA è stata la 95ª, ottenuta nel settembre 2008. Occupa, ad aprile 2023, il 161º posto della classifica.

## Partecipazioni ai Mondiali
- dal 1930 al 2002: Non partecipante
- dal 2006 al 2022: Non qualificata
- 2026: Da determinare (qualificata allo spareggio interzona)

## Partecipazioni alla Coppa delle nazioni oceaniane
- 1973 - Terzo posto
- 1980 - Terzo posto
- dal 1996 al 2000 - Non qualificata
- 2002 - 1º turno
- 2004 - Non qualificata
- 2008 - Secondo posto
- 2012 - Secondo posto
- 2016 - Semifinale
- 2024 - Ritirata

## Partecipazioni ai Giochi del sud Pacifico
- 1963 - Vincitore
- 1966 - Secondo posto
- 1969 - Vincitore
- 1971 - Vincitore
- 1975 - Secondo posto
- 1979 - Quarto posto
- 1983 - Terzo posto
- 1987 - Vincitore
- 1991 - Terzo posto
- 1995 - Primo turno
- 2003 - Secondo posto
- 2007 - Vincitore
- 2011 - Vincitore
- 2015 - Vincitore
- 2019 - Secondo Posto
- 2023 - Vincitore

## Tutte le rose

### Coppa d'Oceania
Coppa d'Oceania 19731 Anglio, 2 Bearune, 3 Benebig, 4 Delmas, 5 Gurrera, 6 Hmae, 7 Kecine, 8 Koindredi, 9 Mandin, 10 Matzach, 11 Moindu, 12 Ukeiwé, 13 Wacapo, 14 Wacope, 15 Wadriako, 16 Waka, 17 Wayewol, 18 Xowie, CT: Elmour
Coppa d'Oceania 20021 Hné, 2 Pian, 3 Kécine, 4 Oiremoin, 5 Casé, 6 Elmour, 7 Faye, 8 Ste. Longue, 9 Kabeu, 10 Mapou, 11 Sto. Longue, 12 Tidjine, 13 Kaumé, 14 Sinédo, 15 Nepamoindou, 16 Dahoté, 17 Cawa, 18 Hay, 20 Dawano, CT: Martinengo de Novack
Coppa d'Oceania 2008P Dounezek, P Ounemoa, D Boaoutho, D Djamali, D Gjamaci, D Hmaé, D Kakou, D Longue, D Sinédo, D Wadrenges, D Wakanumuné, C Bako, C Diaiké, C Dokunengo, C Hnautra, C N. Kaudré, C R. Kaudré, C Mapou, C Mercier, C Saridjan, C Wahnyamalla, C Wajoka, A Kaï, A Kaudre, A Toto, A Wenessia, CT: Chambaron
Coppa d'Oceania 20121 Nyikeine, 2 Ixoée, 3 E. Béaruné, 4 G. Béaruné, 5 Gnipate, 6 Dokunengo, 7 Wacalie, 8 M. Kayara, 9 Haeko, 10 Bako, 11 Kaï, 12 R. Kayara, 13 Kaudré, 14 Kauma, 15 Je. Wakanumuné, 16 Kabeu, 17 Jo. Wakanumuné, 18 Kakou, 19 Gope-Fenepej, 20 Ounemoa, CT: Moizan
Coppa d'Oceania 20161 Petemou, 2 Ju. Ixoée, 3 Tchako, 4 G. Béaruné, 5 Nemia, 6 Sansot, 7 J. Wakanumuné, 8 Kayara, 9 Saïko, 10 Lolohéa, 11 Kaï, 12 L. Wakanumuné, 13 Wadriako, 14 Meindu, 15 Cexome, 16 Wajoka, 17 Gope-Fenepej, 18 E. Béaruné, 19 Athale, 20 Schmidt, 21 Dahité, 23 Je. Ixoée, CT: Sardo

## Rosa attuale
Lista dei giocatori convocati per la Qualificazioni al campionato mondiale di calcio 2026 contro Tahiti e Nuova Zelanda disputate il 21 marzo e 24 marzo 2025.
| 1  | P | Rocky Nyikeine       | 26 maggio 1992    | 30 | -? | Gaica                        |  |  |
| 16 | P | Mickaël Ulile        | 16 luglio 1997    | 16 | -? | Magenta                      |  |  |
| 21 | P | Thomas Schmidt       | 4 giugno 1996     | 5  | -? | Tiga Sport                   |  |  |
|    |   |                      |                   |    |    |                              |  |  |
| 2  | D | Bernard Iwa          | 16 maggio 2000    | 11 | 0  | Lossi                        |  |  |
| 3  | D | Emile Béaruné        | 7 febbraio 1990   | 42 | 0  | Horizon Patho                |  |  |
| 5  | D | Fonzy Ranchain       | 22 luglio 1994    | 11 | 0  | Gaica                        |  |  |
| 8  | D | Joris Kenon          | 29 gennaio 1998   | 5  | 0  | Saint-Philbert-de-Grand-Lieu |  |  |
| 18 | D | Didier Simane        | 3 agosto 1996     | 6  | 0  | ASPTT Dijon                  |  |  |
| 19 | D | Joseph Athale        | 11 luglio 1995    | 20 | 3  | Olympique Saint-Quentin      |  |  |
|    |   |                      |                   |    |    |                              |  |  |
| 4  | C | Pierre Bako          | 9 agosto 2001     | 4  | 0  | Vertou                       |  |  |
| 6  | C | Morgan Mathelon      | 12 settembre 1991 | 15 | 0  | Tiga Sport                   |  |  |
| 7  | C | Jekob Jeno           | 22 giugno 2000    | 5  | 0  | Beitar Gerusalemme           |  |  |
| 11 | C | César Zeoula         | 29 agosto 1989    | 44 | 13 | Chauvigny                    |  |  |
| 12 | C | Shene Welepane       | 9 dicembre 1997   | 21 | 6  | Tiga Sport                   |  |  |
| 15 | C | Titouan Richard      | 4 dicembre 2000   | 6  | 0  | Olympique Salaise Rhodia     |  |  |
| 17 | C | Yoan Béaruné         | 22 marzo 2002     | 1  | 0  | Horizon Patho                |  |  |
| 23 | C | Mickaël Partodikromo | 2 febbraio 1996   | 1  | 0  | Tiga Sport                   |  |  |
|    |   |                      |                   |    |    |                              |  |  |
| 9  | A | Jean-Jacques Katrawa | 2 agosto 1999     | 11 | 4  | Sud FC                       |  |  |
| 10 | A | Georges Gope-Fenepej | 23 ottobre 1988   | 25 | 18 | St-Pryvé St-Hilarie          |  |  |
| 13 | A | Jaushua Sotirio      | 11 ottobre 1995   | 0  | 0  | Sydney FC                    |  |  |
| 14 | A | Lues Waya            | 1º agosto 2001    | 6  | 8  | Vertou                       |  |  |
| 20 | A | Gérard Waia          | 22 dicembre 2004  | 8  | 2  | Tiga Sport                   |  |  |
| 22 | A | Germain Haewegene    | 13 luglio 1996    | 5  | 1  | Magenta                      |  |  |

## Calciatori celebri
- Christian Karembeu
- Antoine Kombouaré
- Benjamin Longue